# Streptocarpus muscosus
Streptocarpus muscosus är en tvåhjärtbladig växtart som beskrevs av Charles Baron Clarke. Streptocarpus muscosus ingår i släktet Streptocarpus och familjen Gesneriaceae. Inga underarter finns listade i Catalogue of Life.